# 金箏獎
金箏獎（英語：Golden Wau Awards）為馬來西亞中文影視協會所創辦的馬來西亞中文電影頒獎典禮。
马来西亚中文影视协会创办于2012年4月，主要宗旨是进一步发展中文影视工业，并与会员分享影视知识，以促进电视与电影的素质。马来西亚中文影视协会鼓励志同道合的同行加入，形成力量以推动影视事业的发展；同时，协助并代表中文电影制作的伙伴们，寻找与相关单位的合作并搜寻更多样化的资源。此外，在2012年10月举办了“金光破晓”大马中文电影研讨会，邀请了海外著名电影制作人分享及讨论，以让更多人了解本地中文影视制作与发展，获得热烈的反应。

## 主持
| 年份   | 屆數   | 日期     | 地点               | 大會司儀               |
| 2013年 | 第一屆 | 10月15日 | Pullman KL Bangsar | 蕭慧敏、顏江翰、林忠彪 |
| 2015年 | 第二屆 | 延办     |                    |                        |

## 歷年主要獎項
| 屆 | 年     | 最佳電影       | 最佳導演         | 最佳男主角         | 最佳女主角           | 最佳男配角         | 最佳女配角           |
| 1  | 2013年 | 《初戀紅豆冰》 | 周青元《大日子》 | 梁智強《笑著回家》 | 李心潔《初戀紅豆冰》 | 林德榮《天天好天》 | 惠英紅《結婚那件事》 |

| - 最佳电影：《初恋红豆冰》 - 最佳导演：《天天好天》周青元 - 最佳编剧：《辣死你妈》李勇昌 - 最佳男主角：《笑着回家》梁智强 - 最佳女主角：《初恋红豆冰》李心洁 - 最佳男配角：《天天好天》林德荣 - 最佳女配角：《结婚那件事》惠英红 - 最佳造型：《大英雄小男人》E&W Styling Team - 最佳美术：《初恋红豆冰》傅文辉 - 最佳摄影：《初恋红豆冰》杨俊麟 - 最佳剪接：《初恋红豆冰》林伟德 - 最佳音效：《甲洞》杜笃之 - 最佳音乐：《甲洞》马逸腾、范翔登 - 最佳电影主题曲：《鬼老大哥大》-《We Are Gangster》 - 最佳本地非中文电影：《Hikayat Merong Maha Wangsa》 - 先锋奖：拿督黎明、韩瑛 - 最受欢迎新加坡电影：《孩子不坏》 - 最受欢迎大马中文电影：《结婚那件事》 |